# Unión Deportiva Canarias
L'Unión Deportiva Canarias est un club vénézuélien de football basé à Caracas qui a fonctionné de 1963 à 1979.

## Histoire
L'UD Canarias est fondé en 1963. Son nom est lié aux origines de ses fondateurs, venus des Îles Canaries et le club devient vite le porte-drapeau de la communauté canarienne du Venezuela.
Le club prend part dès sa création au championnat national, la Primera División, lors de la saison 1963, qu'il termine à la dernière place, avec une seule victoire en dix rencontres. Ce baptême manqué en championnat est largement compensé par le gain du premier trophée de l'histoire du club : la Coupe du Venezuela, après une victoire en finale face au club de Tiquire Flores. La saison suivante, le club atteint à nouveau la finale de la Coupe et échoue cette fois, à nouveau opposé à Tiquire Flores. Les quatre saisons suivantes en championnat se terminent avec un classement en milieu de tableau mais une nouvelle finale de Coupe du Venezuela perdue en 1966 face au Deportivo Galicia
La saison 1968 va faire briller le club au niveau national. Entraîné par Manuel Arias, l'UD Canarias domine le championnat national : premier avec huit points d'avance sur ses dauphins à l'issue de la première phase, puis champion après avoir dominé la poule pour le titre, devançant le Deportivo Italia et le Deportivo Portugués. En Coupe, le club réussit à atteindre la finale, qu'il remporte en s'imposant face au Lara FC. Le succès en championnat permet au club de se qualifier pour la Copa Libertadores 1969. Les débuts en compétition continentale sont difficiles puisque l'UD Canarias est éliminé dès la première phase de poules, terminant dernier de son groupe.
La saison suivante, en 1969, le club n'arrive pas à conserver son titre de champion, finissant à la quatrième place du classement mené par le Deportivo Galicia. En revanche, il continue à confirmer ses bons résultats en Coupe en atteignant à nouveau la finale, qu'il perd face au nouveau champion. Cette place de finaliste permet à l'UD Canarias de participer à la toute nouvelle compétition mise en place par la CONMEBOL, la Copa Ganadores de Copa (le Deportivo Galicia étant déjà qualifié pour la Copa Libertadores). La campagne continentale est mitigée avec deux matchs nuls 0-0 face au CD El Nacional d'Équateur et à Club Libertad du Paraguay, la deuxième place de la poule ne suffit pas pour poursuivre l'aventure.
Durant plusieurs années, le club rentre dans le rang et n'arrive plus à obtenir de bons résultats en championnat, souvent terminés en milieu du classement. Le club quitte une première fois la première division à l'issue de l'édition 1974, disputée sous le nom de Tiquire-Canarias. Il y revient en 1977, alors que le championnat a été entre-temps élargi à 12 équipes. Le retour est difficile, avec une dernière place au classement et deux victoires en vingt-deux matchs… Heureusement pour le club, l'absence de deuxième division et donc de relégation leur permet de se maintenir. L'embellie est de courte durée puisqu'en 1979, année de mise en place de la Segunda A, le club de Miranda-Canarias termine à la 11e et avant-dernière place et est donc relégué. C'est la dernière apparition du club au plus haut niveau puisqu'il disparaît à l'issue de la saison.

## Palmarès
- Championnat du Venezuela :
  - Vainqueur : 1968

- Coupe du Venezuela :
  - Vainqueur : 1963, 1968
  - Finaliste : 1964, 1966, 1969